# Concejo de Vegacervera
El Concejo de Vegacervera es una comarca tradicional de la provincia de León, en España. Comprende el actual ayuntamiento de Vegacervera, casi todo el de Matallana de Torío y parte del de La Pola de Gordón. La comarca está a escasos kilómetros al norte de la capital.
El paisaje del Concejo de Vegacervera es el típico de un valle de la montaña de León. Está situado en el curso medio de los ríos Bernesga y Torío.

## Poblaciones
| Coladilla            |  | Matallana de Torío    |  | La Vid de Gordón |
| Valporquero de Torío |  | Orzonaga              |  | Ciñera           |
| Valle de Vegacervera |  | Pardavé               |  | Villasimpliz     |
| Vegacervera          |  | Robles de la Valcueva |  |                  |
| Villar del Puerto    |  | La Valcueva           |  |                  |
|                      |  | Villalfeide           |  |                  |

## Municipios
| Municipios         | Habitantes (2012) | Superficie (km²) | Densidad (hab/km²) |
| Vegacervera        | 351               | 34,89            | 10,06              |
| Matallana de Torío | 1.403             | 73,45            | 19,10              |
| La Pola de Gordón  | 3.905             | 157,64           | 24,77              |
| Total              | 5.659             | 265,98           | 21,28              |
| ------------------ | ----------------- | ---------------- | ------------------ |